# Yosemite Firefall

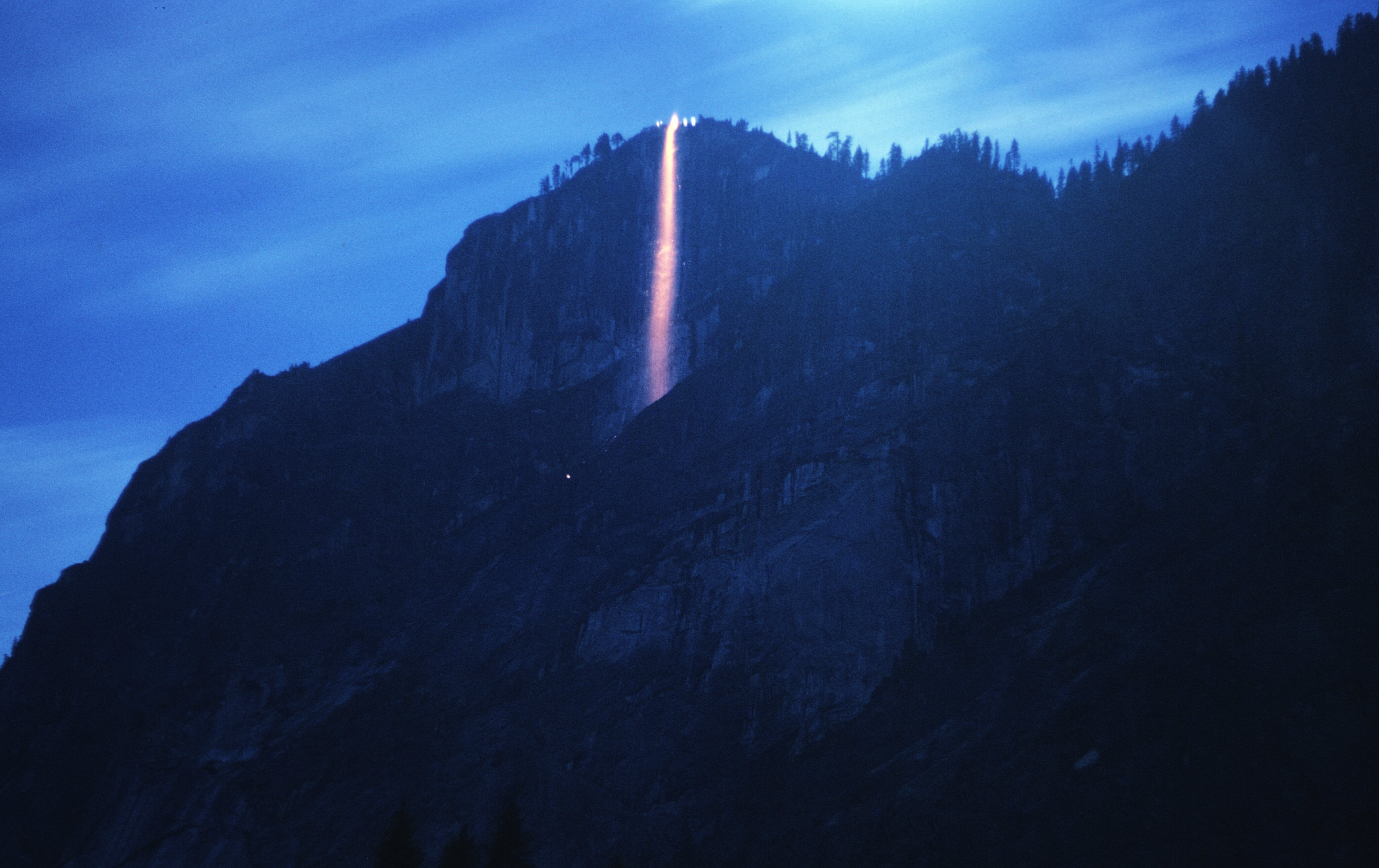
Langzeitbelichtung des Firefall

Der Yosemite Firefall war ein von 1872 bis 1968 zeitweise täglich inszeniertes Spektakel, bei dem im Yosemite-Nationalpark die Glut eines abgebrannten großen Lagerfeuers über den Rand des Glacier Points ins Tal geschüttet wurde. Aus größerer Entfernung sah die fallende Glut wie ein Wasserfall aus Feuer aus. Hunderte Zuschauer versammelten sich nach Sonnenuntergang im Camp Curry, um das Ereignis zu beobachten. Am 25. Januar 1968 fand der Firefall zum letzten Mal statt, nachdem er vom National Park Service verboten worden war.

## Geschichte

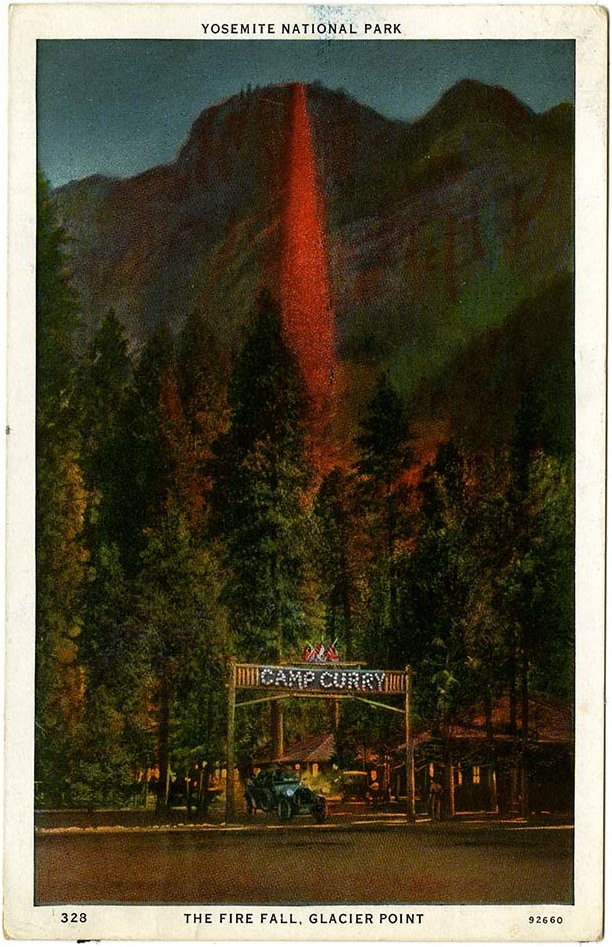
Postkarte des Firefalls

Die Anfänge des Firefalls gehen in das 19. Jahrhundert zurück und werden dem Iren James McCauley zugeschrieben, wobei genaue Aufzeichnungen aus der damaligen Zeit fehlen. Einer Überlieferung zufolge soll McCauley eines Abends im Jahr 1872 die Reste eines Lagerfeuers über den Felsvorsprung des Glacier Points geschüttet haben. Diejenigen, die vom Tal aus die glühende Holzkohle die 1400 Fuß (etwa 420 m) hinabfallen sahen, waren begeistert. Sie verlangten, das Spektakel zu wiederholen, und zahlten dafür 1,50 Dollar für jede Aufführung. Derartige Spektakel fanden danach zunächst in unregelmäßigen Abständen statt. Mit dem Weggang von McCauley 1897 endeten die Vorstellungen vorerst.
1899 gründete das Ehepaar David und Jennie Curry am Fuße des Glacier Points den Familiencampingplatz Camp Curry. Anfangs blieb der Erfolg des Unternehmens aus, da es am Standort sehr kalt ist und er isoliert liegt. Um das Camp attraktiver zu machen, setzte Curry auf Unterhaltung in Form von Shows und führte auch den Firefall wieder ein, auf den man vom Camp aus einen guten Blick hatte. Das allabendlich wiederkehrende Ritual wurde zur Tradition und lockte viele Gäste an.
Während der beiden Weltkriege wurde der Firefall ausgesetzt, danach aber jeweils wieder aufgenommen. 1968 beendete die Parkaufsicht den traditionellen Firefall trotz seiner Popularität. Sie argumentierte, dass es sich um ein künstliches und unnatürliches Phänomen handele, das nicht zum Gedanken eines Nationalparks passe. Ein weiterer Grund war die ökologische Belastung des Nationalparks durch die Menschenmassen mit überlasteten Straßen und zertrampelter Vegetation. Am 25. Januar 1968 fand der letzte Firefall statt. Da es keine öffentliche Bekanntmachung darüber gab, dass es sich um das letzte Ereignis dieser Art handeln würde, und aufgrund der Jahreszeit kamen nur wenige Zuschauer.

## Ablauf der Zeremonie
Nic Fiore, der viele Jahre für das Feuer verantwortlich war, beschrieb den Ablauf wie folgt: Morgens zwischen 04:30 Uhr und 5 Uhr sammelte er Rinde für das Feuer. Die Rinde der Pracht-Tanne (Abies magnifica), von der er etwa 10 Schubkarren voll benötigte, hatte sich als besonders geeignet erwiesen. Fiore schichtete die Rinde zu einem großen Haufen, den er gegen 19 Uhr entzündete, damit pünktlich um 21 Uhr das Feuer weit genug niedergebrannt war und genügend Glut für das Schauspiel zur Verfügung stand.
Unten im Camp Curry drängten sich die Menschenmassen bereits um 18 Uhr, um einen guten Platz zu bekommen. Um 20 Uhr startete die Show mit verschiedenen Künstlern auf der Freiluftbühne des Camps und endete mit dem Firefall als Finale. Alle Geräusche verstummten und ein Mann vom Camp rief: „Hello Glacier Point!“, worauf die Antwort vom Berg herunterschallte: „Hello Camp Curry!“ Darauf folgte vom Camp die gerufene Anweisung „Let the fire fall!“ Zusammen mit der Antwort „The fire is falling!“ begann Fiore auf dem Berg, die Glut gleichmäßig über den Klippenrand zu schieben. So entstand die Illusion eines Wasserfalls aus Feuer.
Für die Dauer des Firefalls sang ein Darsteller auf der Camp-Curry-Bühne das Lied The Indian Love Call und wurde dabei von Klavier und Geige begleitet. Nach dem Ende des Songs herrschte zunächst Stille, bis die ersten Zuschauer zu klatschen begannen und dann Menschen aus anderen Teilen des Tals mit einstimmten.

## Rezeption
- Der Firefall ist in dem 1954 gedrehten amerikanischen Spielfilm Die Caine war ihr Schicksal in einer kurzen Szene zu sehen.[11]
- Die in den 1970er Jahren gegründete Country-Rock-Band Firefall von Rick Roberts benannte sich nach dem Event im Yosemite-Nationalpark.[6]

## Kunstprojekt Firefall des Künstlers Adam Frelin

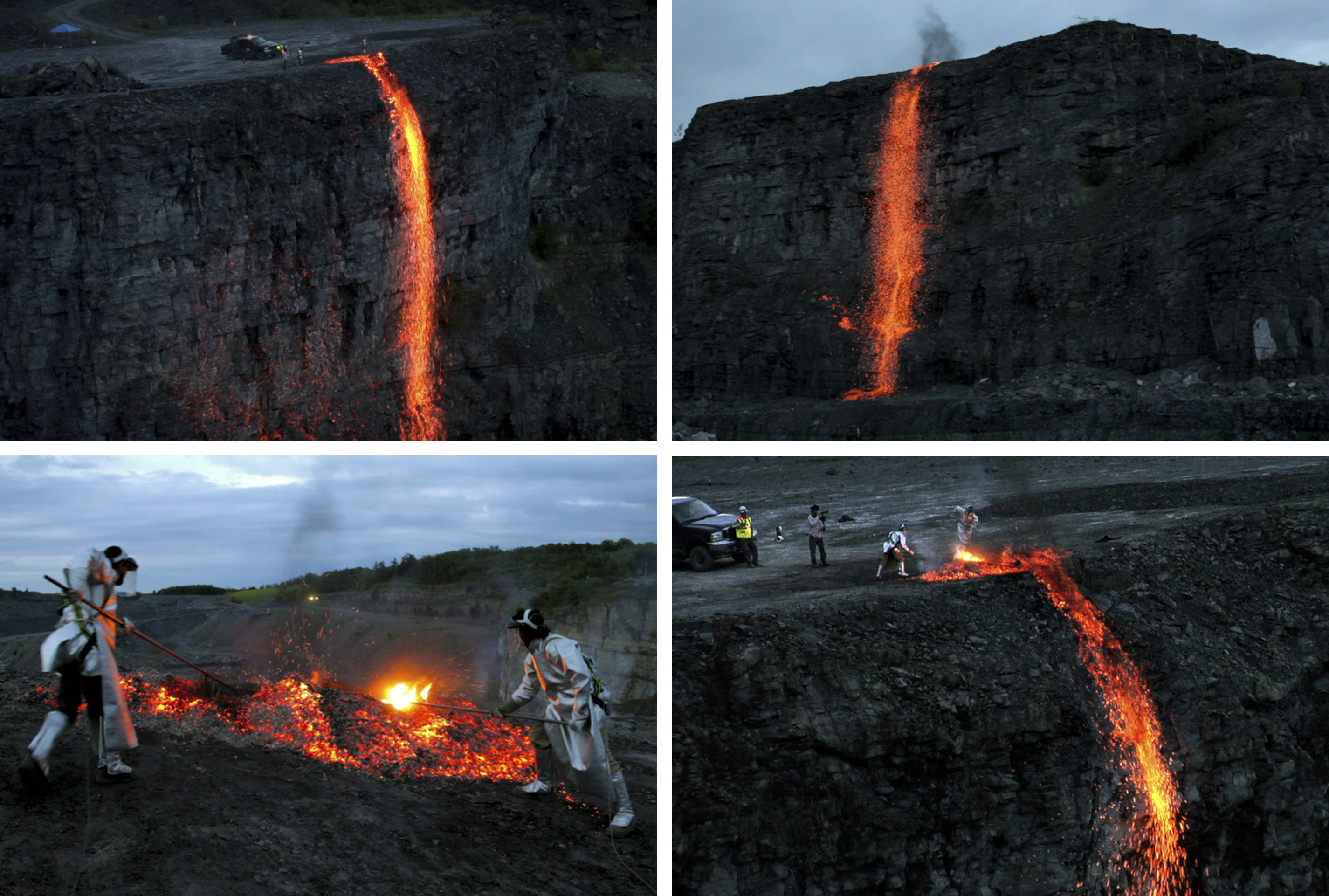
Kunstprojekt Firefall des Künstlers Adam Frelin (2012)

Der amerikanische Künstler Adam Frelin hörte 2005 bei einem Campingausflug im Yosemite-Nationalpark von der ehemaligen Tradition, heiße Glut über den Rand der Klippe am Glacier Point ins Tal fallen zu lassen. Er war davon fasziniert und suchte zunächst nach historischen Fotos. Obwohl Mitte der 1950er Jahre tragbare Fotoapparate populär wurden, konnte er nur elf Fotos finden, die aber nicht für eine geplante Ausstellung ausreichten.
Daraufhin fasste der Künstler den Entschluss, einen Firefall nachzubauen und zu filmen. Da die Bestimmungen im Umgang mit offenem Feuer im Nationalpark inzwischen erheblich verschärft worden waren, suchte er sich einen geeigneten im Tagebau betriebenen Steinbruch. Da der Abfall der Kante nicht steil genug war, wurde die etwa 90 m hohe Klippe von Bergleuten neu gestaltet. Im Juni 2012 wurde das Kunstprojekt Firefall vor 400 Besuchern gestartet und mit mehreren Kameras gefilmt.